# Clenze
Clenze település Németországban, azon belül Alsó-Szászország tartományban. Lakosainak száma 2247 fő (2023. december 31.). Clenze Schnega és Bergen an der Dumme községekkel határos.

## Népesség
A település népességének változása:
| Lakosok száma | 2347 | 2311 | 2299 | 2251 | 2301 | 2247 |
|               | 2016 | 2017 | 2019 | 2021 | 2022 | 2023 |